# レポート漫画
レポート漫画（レポートまんが）とは、漫画家が自ら取材に赴いて実際の人物や事柄、体験などを紹介する漫画のことである。情報漫画、ルポ漫画とも言われる。

## 概要
実録漫画の一種。平口広美の性風俗店のルポ「フーゾク魂」シリーズをはじめ、取材の際に写真撮影が難しいアンダーグラウンドなネタ（俗に「裏モノ」と称される）が、昔からしばしばレポート漫画で紹介されてきた。その一方で、1980年代からは「ファンロード」などのアニパロ誌でイベントや同人誌即売会などのレポートが漫画形式で投稿されるようになり、ポップなエッセイ漫画との融合がみられるようになった。1990年代からは西原理恵子が『まあじゃんほうろうき』『恨ミシュラン』『鳥頭紀行』といった無頼派路線を切り開き、倉田真由美『だめんず・うぉ〜か〜』などのフォロワーを生んで、レポート漫画を一大ジャンルとして確立させた。現代洋子『おごってジャンケン隊』をはじめ、漫画家がお笑い芸人ばりの体当たり企画に挑戦する漫画も登場するようになった。レポート漫画によくみられる題材としては、紀行、グルメ、ギャンブル、インタビューなどが挙げられる。基本的にはサブカルチャーに属する題材が多く、社会派作品は少ない。
漫画家自身がキャラクターとして作中に登場することが必要条件であり、取材をして描かれてはいても架空のキャラクターが登場する場合はレポート漫画とはみなされないことが多い。
商品の説明などの広告としてレポート漫画の形式が使用される場合もある。

## 主なレポート漫画
- 西原理恵子
  - 『まあじゃんほうろうき』
  - 『恨ミシュラン』
  - 『鳥頭紀行』
  - 『できるかな』
- 水口幸広『カオスだもんね!』
- 現代洋子『おごってジャンケン隊』
- 倉田真由美『だめんず・うぉ〜か〜』
- 西本英雄
  - 『もう、しませんから。』
  - 『ちょっと盛りました。』
- 菊池直恵『鉄子の旅』
- 私屋カヲル『カヲルとゆいのいっかいやらして』
- 山田玲司『絶望に効くクスリ』
- 永田カビ『さびしすぎてレズ風俗に行きましたレポ』
- カメントツ『カメントツのルポ漫画地獄』